# Vüsal Hüseynov
Vüsal Hüseynov (* 12. Januar 1980 in Baku, Aserbaidschan) ist ein aserbaidschanischer Politiker. Er ist seit dem 23. April 2018 der Leiter des Staatlichen Migrationsdienstes der Republik Aserbaidschan. Von 2015 bis 2018 war er Mitglied der Nationalversammlung der Republik Aserbaidschan (Parlament).

## Herkunft und Studium
Vüsal Hüseynov wurde am 12. Januar 1980 in Baku geboren. 2001 absolvierte er ein Studium der Wirtschaftswissenschaften mit Bachelor-Abschluss an der Aserbaidschanischen Staatlichen Wirtschaftsuniversität und schloss 2005 an der gleichen Universität sein Master mit Vertiefung internationalen Wirtschaftsbeziehungen ab. 2007 nahm er am John Smith Fellowship-Programm teil. 2008 begann Vüsal Hüseynov ein Studium der Rechtswissenschaft an Bakuer Staatlichen Universität Aserbaidschans. 2010 bekam er ein Stipendium für das Masterstudium an Harvard University im Bereich Public Administration. 2011 erhielt er seinen Masterabschluss an Harvard University.

## Berufliches Leben
2005 begann Vüsal Hüseynov als Berater bei der Antikorruption-Kommission der Republik Aserbaidschan zu arbeiten. 2012 wurde er zu deren Sekretär ernannt. 2012–2018 war er Vorsitzender der Delegation Aserbaidschans in der Staatengruppe gegen Korruption (GRECO) im Europarat. Nach der Parlamentswahl 2015 wurde Vüsal Hüseynov in das aserbaidschanische Parlament gewählt, dem er bis April 2018 angehörte.
Er war stellvertretender Vorsitzender der Delegation Aserbaidschans beim Europarat und Mitglied der Fraktion der Europäischen Volkspartei im Europarat. Vüsal Hüseynov war Vollmitglied des Ausschusses für Recht und Menschenrechte, Mitglied des Unterausschusses für Verbrechensprobleme und der Bekämpfung des Terrorismus und des Unterausschusses für Menschenrechte des Europarats.
Am 23. April 2018 wurde Vüsal Hüseynov vom Präsidenten der Republik Aserbaidschan, İlham Əliyev, zum Leiter des Staatlichen Migrationsdienstes der Republik Aserbaidschan ernannt. Vüsal Hüseynov spricht neben Aserbaidschanisch auch Russisch, Türkisch und Englisch. Er ist verheiratet und hat zwei Kinder.